# Kerk van de Gereformeerde Gemeente (Veen)

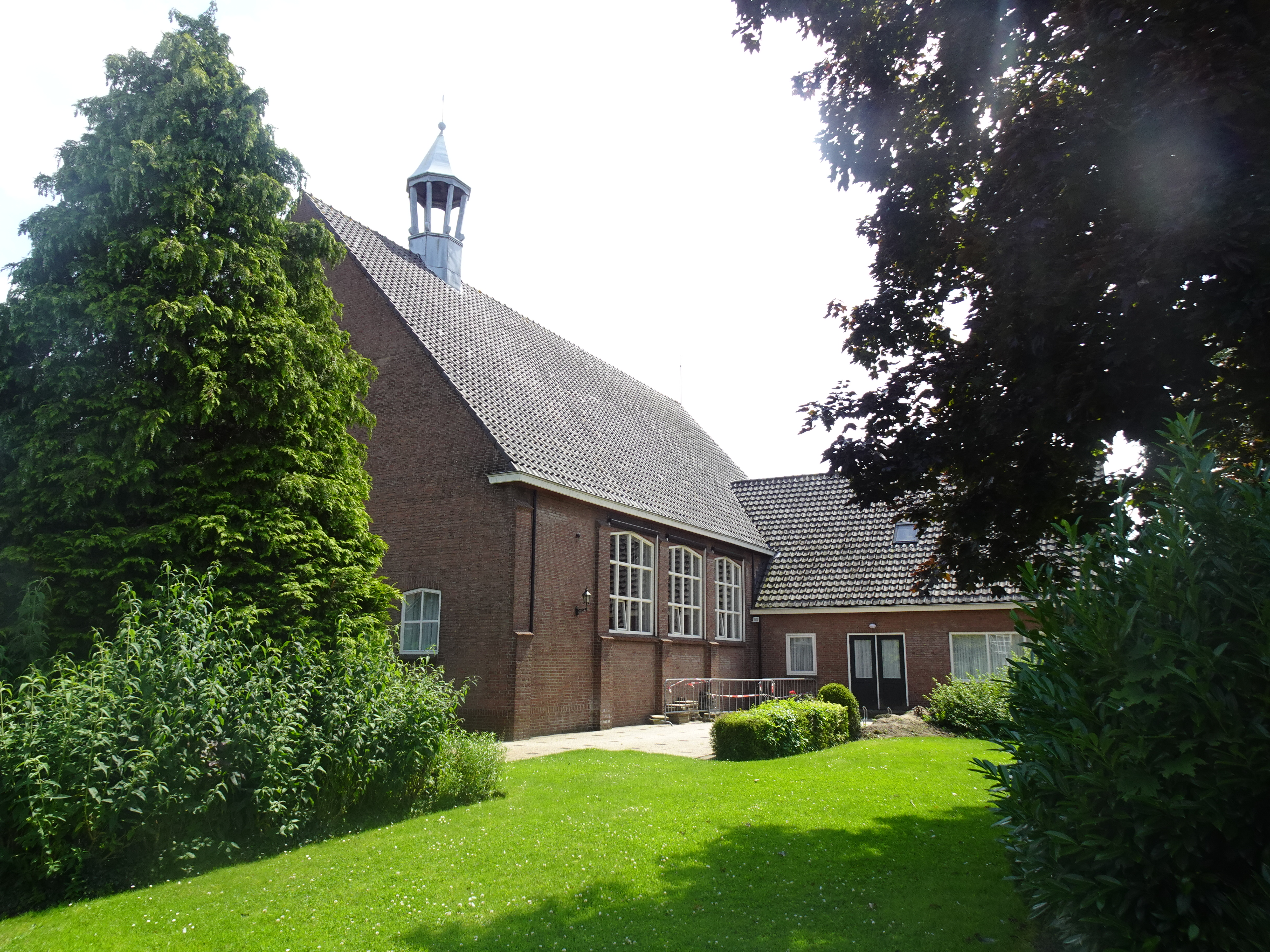
Kerk Gereformeerde Gemeente in 2021

De Kerk van de Gereformeerde Gemeente is een kerkgebouw in de tot de Noord-Brabantse gemeente Altena behorende plaats Veen, gelegen aan Mussentiend 10.

## Geschiedenis
De Gereformeerde Gemeente van Veen ontstond in 1921 door uittreding uit de Gereformeerde Kerken in Nederland. Men kerkte in een Gereformeerd kerkgebouw dat in 1865 in gebruik was genomen. Tot 1962 bleef men dit gebouw gebruiken. Ondertussen was de gemeente aanzienlijk gegroeid en in 1962 werd een nieuw kerkgebouw aan de Mussentiend in gebruik genomen. Dit eenvoudige kerkje onder zadeldak, met voorportaal en klokkenruiter, telde 385 zitplaatsen, wat in 1976 nog werd uitgebreid.
Opnieuw ontstond behoefte aan een nieuwe kerk en deze kwam in 2023 tot stand op de plaats van de oude kerk. Deze kerk heeft 500 zitplaatsen wat door middel van een galerij nog met 100 kan worden uitgebreid. Bovendien zijn er een aantal nevenruimtes aangebouwd. Deze kerk werd ontworpen door architectenbureau Born. Er kwam ook een nieuw orgel, vervaardigd door de firma Bakker & Timmenga in 1911, dat eerder in de Gereformeerde kerk van Sexbierum heeft gestaan. Deze kerk is echter opgeheven.
De nieuwe kerk is sober van uiterlijk en heeft een half ingebouwd torentje onder tentdak.